# Baruch Goldstein
Baruch Kappel Goldstein (hebräisch ברוך גולדשטיין; geboren am 9. Dezember 1956 in New York-Brooklyn, Vereinigte Staaten; gestorben am 25. Februar 1994 in Hebron, Palästinensische Autonomiegebiete) war ein Sanitätsoffizier der israelischen Armee und Attentäter. Er verübte am 25. Februar 1994 in der Ibrahimiyya-Moschee in Hebron ein Massaker. Die Moschee ist Teil des Gebäudekomplexes des Patriarchengrabs. Bei dem Attentat auf muslimische Palästinenser ermordete Goldstein 29 Menschen und verletzte 150 weitere, bevor er überwältigt werden konnte und von einer Menschenmenge getötet wurde.

## Leben
Goldstein wuchs in den USA auf. Er studierte Medizin am Albert Einstein College of Medicine und war Mitglied der Jewish Defense League. Goldstein emigrierte aus den USA nach Israel, lebte im israelisch besetzen Westjordanland und wurde Militärarzt. Zuletzt hatte er den Dienstgrad Major. Er ließ sich in der jüdischen Siedlung Kirjat Arba bei Hebron nieder, wo er nach seinem aktiven Militärdienst als Arzt arbeitete. Es gibt einen Disput darüber, ob er sich stets geweigert hatte, Araber zu behandeln. Goldstein war auch aktiv in der Kach-Partei. Er stand an dritter Stelle auf deren Parteiliste für die Knesset-Wahlen 1984. Als Reaktion auf seine Tat wurde diese Partei später verboten.

## Massaker in der Grotte der Patriarchen
Am 25. Februar 1994 betrat Goldstein um 5 Uhr in seiner Uniform mit einer AK-47 und vier gefüllten Magazinen in Hebron die muslimische Seite der „Höhle Machpela“, der Grabstätte von Abraham, Isaak und Jakob. Es fand gerade das Morgengebet im Ramadan statt, die Juden feierten an diesem Tag Purim. Er eröffnete von hinten das Feuer auf die betenden muslimischen Palästinenser. Er tötete dabei 29 Menschen und verletzte mindestens 150; unter den Opfern befanden sich zahlreiche Kinder. Nachdem seine Munition aufgebraucht war, wurde Goldstein von Überlebenden des Massakers überwältigt und mit einem Feuerlöscher erschlagen. Nach der Tat kam es zu mehrtägigen Ausschreitungen, bei denen weitere 19 Palästinenser und fünf Israelis ums Leben kamen.
Die israelische Justiz bildete zur Untersuchung des Tatherganges eine Kommission unter Leitung von Meir Schamgar, dem Vorsitzenden des Obersten Gerichtes. Diese stellte dabei unter anderem fest, dass die Tat von Goldstein allein begangen wurde und dass er dabei keine Handgranate geworfen hatte, aber auch, dass die für die Bewachung zuständigen Grenzpolizisten der Meinung waren, niemals auf einen Juden schießen zu dürfen, auch wenn er gerade dabei war, Araber zu töten.
Der damalige Ministerpräsident Jitzchak Rabin verurteilte Goldsteins Tat vor der Knesset und sagte gegenüber Jassir Arafat: „Ich finde keine Worte, die stark genug sind, um meine Empörung auszudrücken.“ Als Israeli sei er tief beschämt. Die klare Mehrzahl der Israelis verurteilte die Tat Goldsteins.
Am 18. März 1994 wurde die UN-Resolution 904 verabschiedet, die unter anderem das Massaker verurteilte.
Von Anhängern der Kach-Bewegung und anderen national-religiösen jüdischen Fanatikern wird Goldsteins Tat hingegen als „Operation Machpela“ verherrlicht und er als „Gerechter“ (hebräisch: „Zaddik“) verehrt. Der umstrittene Rabbiner Yitzchak Ginsburgh lobte Goldsteins Tat öffentlich und bezeichnete ihn als Märtyrer. Ginsburghs Buch Baruch ha-gewer hat den bewusst doppeldeutigen Titel Baruch, der Mann bzw. Gesegnet sei der Mann (Bedeutung/Übersetzung des Vornamens Baruch). Der Rabbiner Ido Alba aus der Siedlung Kirjat Arba ging drei Monate später in der als halachische Abhandlung getarnten Schrift Juristische Betrachtungen über den Mord an Nichtjuden noch weiter und rief zum Mord auch an Frauen und Kindern auf. Dafür musste er sich vor Gericht verantworten.

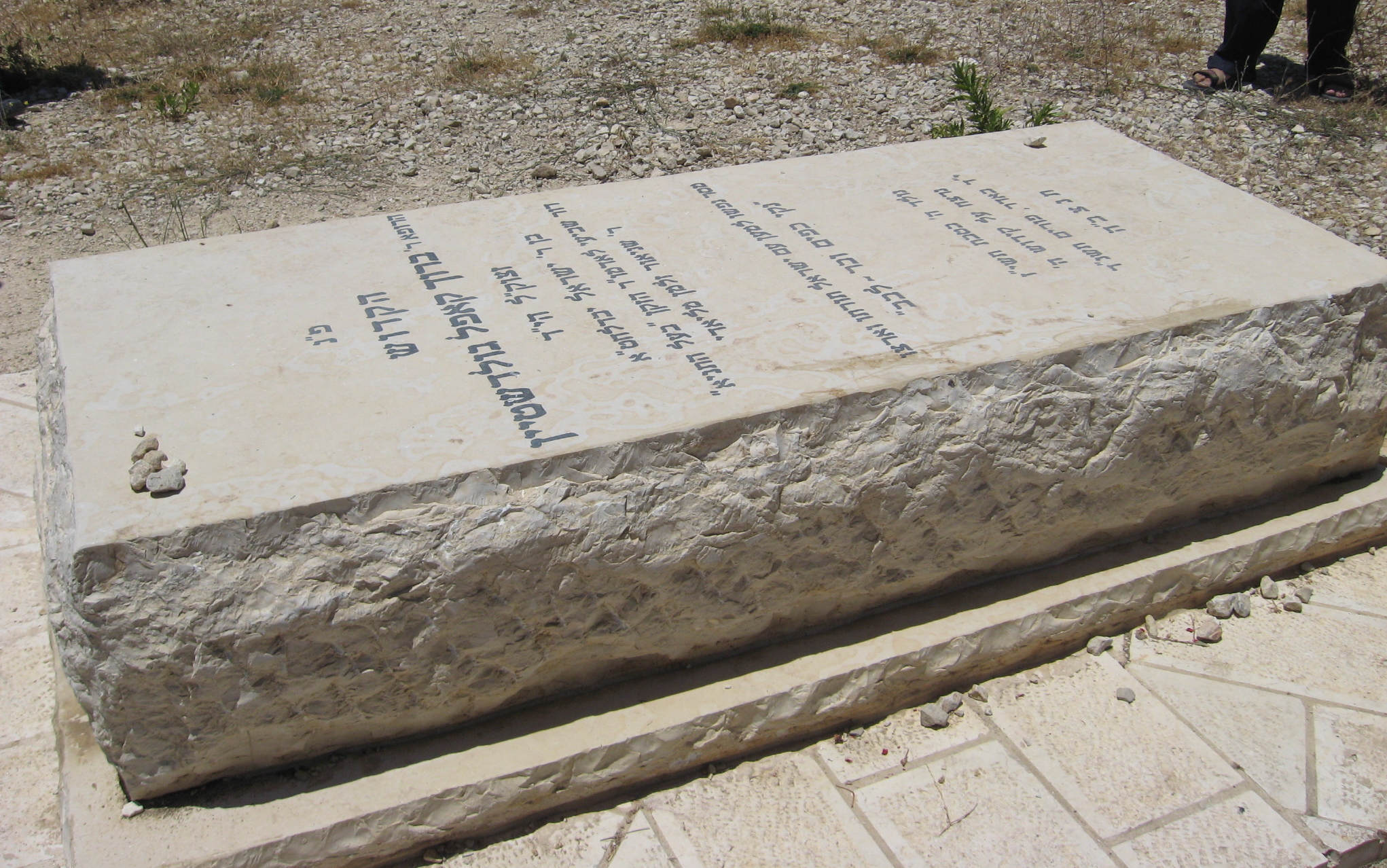
Grabstätte von Baruch Goldstein

Die Inschrift auf dem von seinen Verehrern in Hebron errichteten Denkmal lautete:
„Hier ruht der Heilige Dr. Baruch Kappel Goldstein, gesegnet sei das Andenken dieses aufrichtigen und heiligen Mannes, möge der Herr sein Blut rächen, der seine Seele den Juden, der jüdischen Religion und dem jüdischen Land geweiht hat. Seine Hände sind unschuldig und sein Herz ist rein. Er wurde als Märtyrer Gottes am 14. Adar, Purim, im Jahre 5754 (1994) getötet.“
1998 brachte der israelische Industrie- und Handelsminister Ran Cohen ein Gesetz gegen dieses „Denkmal“ in der Knesset ein, aufgrund dessen es im Dezember 1999 vom israelischen Militär zu einem weniger auffälligen Grabmal rückgebaut wurde; die Inschrift blieb unverändert. Kurz darauf feierten Goldstein-Anhänger am 6. Jahrestag der Tat an Goldsteins Grab in Kiryat Arba eine Art Purim-Party in Kostümen wie Armee-Uniformen, Arztkitteln und falschen Bärten.
2010 fand eine Gedenkveranstaltung von Goldstein-Anhängern in Hebron statt. Die Mitglieder des Siedlungsrates von Kiryat Arba Benzion Gopstein und Mordechai Sajed lobten Goldsteins Leben und Wirken.
Der rechtsextreme Itamar Ben-Gvir, seit Dezember 2022 Minister für die Nationale Sicherheit Israels, präsentierte bis in das Jahr 2020 in seinem Wohnzimmer ein Foto von Baruch Goldstein.